# Carey Island
Carey Island är en ö i Kanada.   Den ligger i Jamesbukten i territoriet Nunavut, i den östra delen av landet, 800 km norr om huvudstaden Ottawa. Arean är 6,1 kvadratkilometer.
Terrängen på Carey Island är mycket platt. Öns högsta punkt är 30 meter över havet. Den sträcker sig 3,6 kilometer i nord-sydlig riktning, och 3,9 kilometer i öst-västlig riktning.